# Каменный Нос
Каменный Нос — деревня в Верхнетоемском районе Архангельской области,. Входит в состав муниципального образования «Афанасьевское».

## География
Каменный Нос находится на правом берегу реки Северной Двины. В деревне в 399,3 км от Архангельска находится остановочный пункт Каменный Нос. К югу от деревни Каменный Нос находятся деревни Борисовская 3-я, Борисовская 2-я и Борисовская.

## Население
| 2002 | 2010 |
| ---- | ---- |
| 26   | ↘13  |

Численность населения деревни, по данным Всероссийской переписи населения 2010 года, составляла 13 человек. В 2009 году числилось 20 человек.

### Карты
- Каменный Нос на Wikimapia
- Топографическая карта P-38-53,54. Зеленник